# Combined Development Agency
Die Combined Development Agency (CDA) war eine Organisation, die 1948 von den Regierungen der USA und Großbritannien gegründet wurde. Diese Organisation sollte die Lieferung einer ausreichenden Menge Uran zur Verfolgung ihrer Pläne zum Atombombenbau beschaffen und absichern. Im Rahmen dieser Aufgabe schloss die CDA auch Verträge zur Lieferung von Schwerem Wasser (z. B. mit den Niederlanden und auch Indien). Ein weiterer Vertrag konnte mit Belgien, der damaligen Kolonialmacht im Kongo über die dortigen Uranvorkommen geschlossen werden.
In den USA waren 1942 alle Entwicklungsarbeiten zum Bau von Atomwaffen im Manhattan Project zusammengefasst worden und als 1945 der Bau von Atombomben gelang, wurden diese in Hiroshima und Nagasaki in Japan abgeworfen. Zur weiteren Entwicklung und Bau von Atomwaffen wurde Uran benötigt. Bekannt waren damals Uran-Lagerstätten in den USA, Kanada, Südafrika und Australien. Der CDA gelang es, die erforderlichen Beschaffungen abzuwickeln und schloss mit Südafrika 1951 und 1953 mit Australien „reine Uranlieferverträge“. Weitere bilaterale Verträge über atompolitische Inhalte, Hilfen und Unterstützungen existierten aus den 1940er Jahren.
In Australien war der Port Pirie Uranium Treatment Complex in Port Pirie für die Herstellung von Uran gebaut worden. Die CDA hatte mit der Regierung von South Australia einen Nutzungsvertrag über den Betrieb dieser Anlage von 1955 und 1962 geschlossen, die 1962 geschlossen wurde.